# Dorothea Sasu-Zimmermann
Dorothea Sasu-Zimmermann (n. 3 decembrie 1926, București) - Cercetător științific. Profesoară. Poetă și traducătoare. Cunoscută mai ales pentru admirabila traducere ce a realizat-o în limba română reușind astfel să tipărească integrala poveștilor și povestirilor lui Hans Christian Andersen.
În iulie 1973 a plecat legal din țară în Germania, unde a lucrat printre altele la Biblioteca Universității din Frankfurt pe Main, apoi la Biblioteca orășenească din Gelsenkirchen, de unde a ieșit la pensie în decembrie 1986. În anii care au urmat a învățat și și-a perfecționat limba daneză, a tradus în românește mai întâi cele 44 de Povești și Povestiri ale lui Andersen, care știa - (din Bibliografia traducerilor apărute în volum din scrierile lui Andersen, pe care a publicat-o la București, în 1966, la Institutul Român pentru Relațiile Culturale cu Străinătatea) - că nu au mai fost traduse încă niciodată, și fiindcă nu a găsit nici la București, nici la Cluj o editură, ca să le publice, a tradus apoi toate cele 156 de Povești și Povestiri/ Eventyr og Historier și a realizat prima traducere integrală fidelă din limba daneză în limba română, publicată pe cont propriu în Germania, editurile românești refuzând să publice integrala marelui povestitor.
De la vârsta de douăzeci de ani Dorothea Sasu-Zimmermann a scris și mai scrie și poezii (românește, franțuzește, englezește, nemțește). 
Căsătorită, din iunie 1957, cu medicul pediatru Dr. I. Țimerman/Zimmermann, care a lucrat la București între 1949-1973, timp de mulți ani Spitalul de Copii Cotroceni și la Dispensarul de copii Giulești. 

## Studii
- Clasele primare și 4 clase de gimnaziu la Inst. Sf.Maria/Pitar Moș, școală particulară de maici, unde se învăța și franceza și germana, chiar din clasa întâia primară.
- Următoarele 4 clase de liceu la Notre Dame de Sion, Școală particulară de maici cu limba de predare franceză de pe Bd. Republicii
- Bacalaureatul dat în octombrie 1945 la Liceul Carmen Sylva. A ieșit a șaptea din 144 de eleve prezentate la acest examen.
- Facultatea de Litere din București, Romanistică și Germanistică, Limbă/Gramatică (cu Iorgu Iordan), Literatură Comparată și Estetică (cu Tudor Vianu și cu George Călinescu), Istoria Artei (cu George Oprescu), Bibliologie (cu Barbu Georgescu-Tistu) și Pedagogie (începînd din 1946). Examen de stat în februarie 1951, specialitatea: Limba și Literatura franceză (cu Prof. N. Condeescu).

## Activitatea profesională
- A lucrat de la 1 martie 1951 până la 31 iulie 1973 la Biblioteca Academiei Române (având printre alții ca directori generali pe Acad. Prof.Tudor Vianu și pe Acad. Prof. Șerban Cioculescu), Secția de Bibliografie și Documentare, ca cercetător științific, șeful serviciului fiind Prof. George Baiculescu. În cadrul acestei Secții a condus Serv. de Informare și Documentare științifică precum și Serv. de Bibliografii speciale. A întocmit bibliografii și studii pe linia valorificării fondurilor din sectorul manuscrise, cărți și periodice. Cunoscând limbi străine (franceza, italiana, spaniola, germana, engleza, turca, maghiara) a fost interesată de lucrările de limbă și de literatură comparată, precum și de relațiile culturale dintre popoare mulțumită traducerilor literare.
- A susținut numeroase referate și conferințe.
- A predat limba maghiară (1951-1957) la Institutul de Istorie Nicolae Iorga, Secția de Orientalistică, precum și limba germană colegilor și colegelor de lucru din Biblioteca Academiei.

## Lucrări tipărite în reviste și în volum
- "Organizarea și funcționarea unui Cabinet de informare în bibliotecile științifice". În "Prima sesiune științifică de bibliologie și documentare", București, 15-16 decembrie 1955. Buc., Edit. Academiei, 1957, p. 32-36. Rezumatul referatului ținut la sesiune.
- "Vasile Pârvan. Biobibliografie". Cu un studiu introductiv de Acad. Emil Condurachi. Buc, Edit. Academiei, 1957. 80 p. + 5 ilustr.
- "Echos iberiques et hispano-americaines en Roumanie". Avant-propos par Acad. Prof. Tudor Vianu. Bibliographie littéraire selective. Buc., 1959. 124 p. Commission Nat. de la R. P. R. pour L'UNESCO.
- "Tcheckov en Roumanie 1895-1960", Avant-propos par Tatiana Nicolescu. Bibliographie litteraire selective. Buc, Edit. Acad., 1960. 130 p. + 3 ilustr. (Commission Naționale de la R.P.R. pour L'UNESCO).
- Petöfi în românește în anul 1865. (Petöfi romanul 1865-ben). In: Utunk. Cluj, 1957, Nr. 28, iulie 11, p. 2.
- Andre Antalffy et Ies etudes orientales en Roumanie. In: Studia et Acta Orientalia. Voi. I. Buc, 1957, p. 344-347. (Idem, Extras. Buc, 1958, p. 344-347).
- Petöfi în literatura română. (Petöfi a roman irodalomban). In: Korunk, Cluj, 1960, Nr. 9, sept., p. 1049-1057.
- Les „Milles et une nuits" dans la litterature roumaine. In: Studia et Acta orientalia. Vol. II. 1960, p. 189-206. (Idem, Extras. Buc, 1960). Este un studiu pe baza unor materiale descoperite în Secția de Manuscrise a Bibliotecii Academiei.
- Ion Creangă în circuitul literaturii universale. (Ion Creangă a vildg irodalomban). In: Elbre. Buc, 1964, dec, 18, p. 3.
- Honore de Balzac. Bibliographie des oevres traduites en roumain et parues en volumes. (1852-1965). Presentation bibliographique par Dorothea Sasu-Timerman. Buc, 1965. 20 p. (Institut Roumain pour les Relations Culturelles avec l'Etranger).
- Anatole France. Bibliographie des oevres traduites en roumain et parues en volumes. (1904-1964). Presentation bibliographique par Dorothea Sasu-Țimerman. Buc, 1965. 20 p. (Institut Roumain pour les Relations Culturelles avec l'Etranger).

Bibliografiile de literatură comparată despre Balzac și Anatole France au fostTrimise de Intitutul Român pentru Relațiile Culturale cu Străinătatea la Casele memoriale Honore de Balzac și Anatole France din Franca, pentru a ilustra, alături de traducerile în alte limbi, răspândirea scrierilor acestor doi mari scriitori francezi în România. De asemenea lucrările au fost trimise și la catedrele de Literatură Română, existente la unele universități din Franța.
- Acte de urmărire românești ale unor revoluționari unguri de la 1848-1849. (1848-1849 hoseinek roman nyelvu korozolevelei). În: Magyar Konyvszemle. Budapest, 1965, Nr. 3, p.227-230 cu ilustr. (Idem, Extras. Budapest, 1965). - Articolul se referă la 11 foi volante, descoperite de mine, la Secția de manuscrise a Bibliotecii Academiei, printre care se găsește și o foaie volantă, care dă Semnalmentele personale ale poetului Alexandru Petofi.
- George Coșbuc. Bibliografie întocmită la Cluj sub conducerea lui S. Scridon și Ion Domșa. Buc, Edit.Academiei, 1965. 290 p. cu ilustr. și 11 foi planșe. (Am făcut parte din colectivul adunării materialului, cu tot ce s-a găsit de și despre George Coșbuc în fondul de manuscrise, cărți și periodice al Bibliotecii Academiei din București).
- Dicționar German-Român. Buc, Edit. Academiei, 1966. 1172 p. (Volumul a fost redactat la Institutul de Lingvistică al Academiei și eu am colaborat la redactarea unor litere ale dicționarului).
- Hans Christian Andersen. Bibliography of the works translated into Romanian which are published in volume. (1886-1965). Introduction and Bibliographical Presentation by Drd. Dorothea Sasu-Țimerman. Buc, 1966. 40. (Romanian Institute for Cultural Relations with Foreign Countries). - Retipărită în 1972, în versiune daneză și română, la Biblioteca regală din Copenhaga, lărgită și adăogită, în colaborare cu Sv. Moller.
- Charles Dickens. Bibliography of the Romanian Translations published in Volume. (1898-1966). Introduction and Bibliographical Presentation by Dorothea Sasu-Zimmermann. Buc, 32 p. (Romanian Institute for Cultural Relations with Foreign Countries).
- Mark Twain in România. Bibliography of the Romanian Translations published in Volume and Magazines. 1888-1966, Introduction and Bibliographical Presentation by Dorothea Sasu-Zimmermann Bucharest, 1967. 50 p. (Romanian Institute for Cultural Relations with Foreign Countries).
- Centenarul Bibliotecii Academiei R.S.România, (Szaz eves a R.N.K, Akademiai Konyvtara). În: Muvelodes. Buk., 1967, nr. 1, p. 17-18 cu ilustr..
- Activitatea bibliografică și informarea științifică în Bilbioteca Academiei. În: Studii și Cercetări de Bibliologie. Buc, 1967, voi.II, nr. 2-3, p. 359-373. (Volum festiv cu ocazia aniversării Centenarului Bilbiotecii Academiei).
- J. W. Goethe in Rumanien. Bibliographie der ubersetzten Werke. Von Dorothea Sasu-Zimmermann, Buc., 1968. 140 p. (Institutul Român pentru Relațiile Culturale cu Străinătatea). (Este o bibliografie de literatură comparată cu un studiu introductiv de D. Sasu-Zimmermann).
- La Bibliotheque de l'Academie de la Republique Socialiste de Roumanie, Buc, Edit. Academiei, 1968. 144 p. cu ilustr. (În colaborare).
- Alexandru Philippide. Biobibliografie. Studii introductive de Accz Prof. Iorgu Iordan și Prof. Ioan I. Russu. Bibliografie critică întocmită de Dorothea Sasu-Zimmermann. Buc, 1969. 90 p. dactilografiate. - A apărut într-un volum omagial Al. Philippide, la Iași.
- Traduceri din opera lui Lenau în România. 1871-1969. Bibliografie, 1969. 50 p. dactilografiate. - A apărut într-o Antologie bilingvă la Viena în cinstea Simpozionului consacrat lui Lenau. Viena-Septembrie 1969.
- Dorothea Sasu-Zimmermann. Petb'fi în literatura română. (1849-1973). Bibliografie critică și studiu introductiv de Dorothea Sasu-Zimmermann. Buc, Editura Kriterion, 1980. 352 p.

Cartea a fost recenzată elogios și primită, în 1980, cu mare interes de cercetătorii relațiilor culturale româno-maghiare.
- Între anii 1951-1973 a mai publicat peste 30 de Recenzii, Referate și Note în publicații de bibliologie, în presa zilnică sau în reviste literare (Studii și cercetări de Bibliologie, Studia et Acta Orientalia, Revista Bibliotecilor, Viața românească, Elbre).
- Am mai publicat și următoarele volume de poezii, apărute în limba germană, din care am donat câte un exemplar Bibliotecii Academiei de la București, unde am lucrat între anii 1951-1973:

1. Zimmermann, Dorothea: Karussell. (Sedichte. 1946-1996. Regensburg, S. Roderer Verlag, 1997. 250 S. -
ISBN 3-8973-035-3
2. Zimmermann, Dorothea: Stimmungen. Neue Gedichte. 1996-2000. Hrsg. Dr. A. Sychlowy. Gelsenkirchen-Buer, 2003. 98 S. ISBN 3 00 010 857 2
3. Zimmermann, Dorothea: Kornblumen. Sedichte. 2000-2002. Hrsg. Dr. A. Sychlowy. Selsenkirchen-Buer, 2003. 64 S. -ISBN 2 00 010 856 4
4. Zimmermann, Dorothea: Sedichte. Jahrein-Jahraus. Hrsg. Dr. A. Sychlowy. Selsenkirchen-Buer, 2003. 70 S. -
ISBN 3 00 010 858 0
5. Zimmermann, Dorothea: Impressionen. Neue und neu aufgearbeitete Gedichte. 1946-2006. Hrsg.: Dr. A. Sychlowy. Gelsenkirchen-Buer, 2006. 332 S. - ISBN 3 00 017 014 6
- H. C. Andersen. Povești și Povestiri (Eventyr og Historier). Voi. I-III. Prima traducere integrală fidelă din limba daneză în limba română de Dorothea Sasu-Țimerman (Dorothea Zimmermann). Cu o Prefață, Note în general, Date cronologice, Note, Anexe și o Bibliografie selectivă, de Dorothea Sasu-Țimerman (Dorothea Zimmermann). Ilustrații de Vilhelm Pedersen și Lorenz Frolich. Coperta, redactarea tehnică și computerizarea de Dr. A. Sychlowy. Gelsenkirchen-Buer, 2006, 3 volume. ISBN 3 00 016 086 8 Voi. I - III